# Allan Guggenbühl

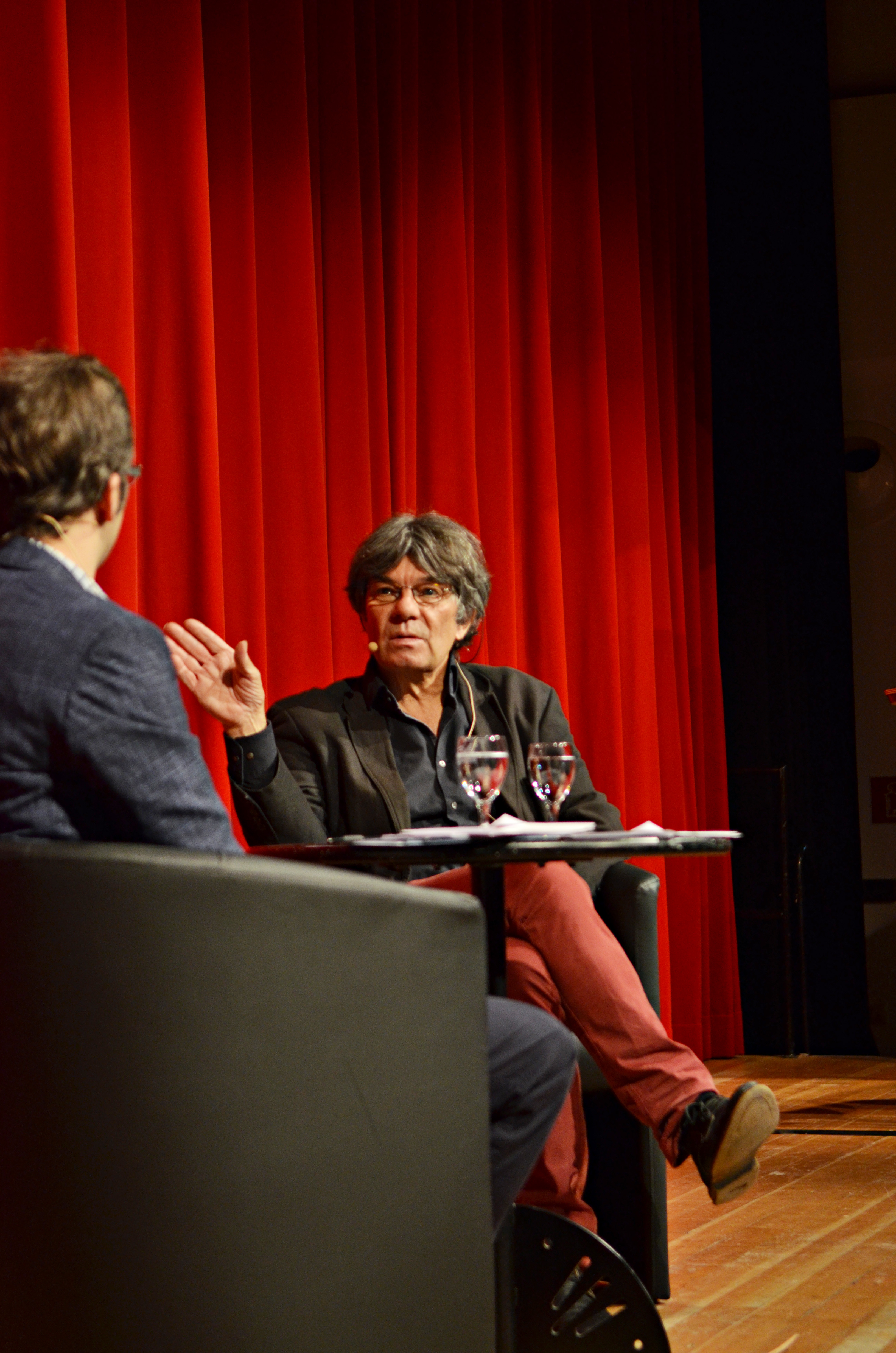
Allan Guggenbühl beim pädagogischen Fachvortrag des Pestalozzi Kinderdorf in Radolfzell (2017)

Allan Guggenbühl (* 24. März 1952 in Zürich) ist ein Schweizer Psychologe und Psychotherapeut. Er beschäftigt sich unter anderem mit Jugendgewalt.

## Leben
Guggenbühl wurde geboren als Sohn des Psychiaters und jungianischen Psychoanalytikers Adolf Guggenbühl-Craig (1923–2008) und einer schottischen Bildhauerin. Sein Grossvater war der Publizist und Verleger Adolf Guggenbühl. Er wuchs in Omaha und Zürich auf. Nach einer Ausbildung zum Primar- und Reallehrer, die er 1974 abschloss, liess er sich 1974/75 in Mexiko-Stadt bei Manuel Lopez Ramos zum klassischen Gitarristen ausbilden. Anschliessend arbeitete er als Gitarrenlehrer und Musiker, bevor er an der Universität Zürich Psychologie studierte und 1981 bei Detlev von Uslar mit dem Lizenziat abschloss.  Ausserdem liess er sich am C.G. Jung-Institut Küsnacht zum analytischen Psychotherapeuten ausbilden und erhielt 1994 das Diplom. 1997 promovierte er bei Verena Kast an der Universität Zürich.
Guggenbühl ist seit 1984 Leiter der Abteilung für Gruppenpsychotherapie für Kinder und Jugendliche an der kantonalen Erziehungsberatung der Stadt Bern und Direktor des Instituts für Konfliktmanagement in Zürich. Daneben ist er seit 1996 als analytischer Psychotherapeut mit eigener Praxis in Zürich und seit 2002 als Professor an der Pädagogischen Hochschule Zürich tätig. Er hat das Mythodrama entwickelt, ein Gruppentherapieverfahren, das unter anderem in Georgien bei der Behandlung kriegstraumatisierter Kinder eingesetzt wird und sich in Japan verbreitet hat.
Guggenbühl ist Referent, Ausbildner und Autor zahlreicher Fachbücher und Artikel zu den Themen Konfliktmanagement, Gewaltprävention, Bildung sowie Jungen- und Männerarbeit. Er ist Vater von vier Kindern und lebt in einer Partnerschaft.

## Veröffentlichungen (Auswahl)
- Zusammen mit Martin Kunz: Prahlerei, Lug und Trug. IKM Guggenbühl, Zürich 1987, ISBN 3-7270-1221-8.
- Zusammen mit Martin Kunz (Hrsg.): Das Schreckliche. Mythologische Betrachtungen zum Abgründigen im Menschen. IKM Guggenbühl, Zürich 1990, ISBN 3-7270-1224-2.
- Die unheimliche Faszination der Gewalt. Denkanstösse zum Umgang mit Aggression und Brutalität unter Kindern. 2. Auflage. IKM Guggenbühl, Zürich 1993, ISBN 3-7270-1229-3.
- The incredible fascination of violence. Dealing with aggression and brutality among children. Spring Publications, Woodstock 1996, ISBN 0-88214-375-1.
- Dem Dämon in die Augen schauen. Gewaltprävention in der Schule. IKM Guggenbühl, Zürich 1996, ISBN 3-7270-1232-3.
- Men, power and myths. The quest for male identity. Continuum Publishing Company, New York 1997, ISBN 0-8264-0781-1.
- Männer, Mythen, Mächte. Ein Versuch, Männer zu verstehen. IKM Guggenbühl, Zürich 1998, ISBN 3-7270-1233-1.
- Das Mythodrama. Eine Untersuchung über ein gruppentherapeutisches Verfahren bei Kindern aus Scheidungsfamilien. IKM Guggenbühl, Zürich 1999, ISBN 3-7270-2001-6.
- Aggression und Gewalt in der Schule: Schulhauskultur als Antwort. IKM Guggenbühl, Zürich 1999, ISBN 3-7270-2002-4.
- Wer aus der Reihe tanzt, lebt intensiver. Mut zum persönlichen Skandal. Kösel Verlag, München 2001, ISBN 3-466-30539-X.
- Die PISA-Falle. Herder, Freiburg im Breisgau 2002, ISBN 3-451-27739-5.
- Zusammen mit Katrin Hersberger, Tanja Rom und Petra Boström: Helping schools in crisis. A scientific evaluation of the Mythodramaic intervention approach in Swiss and Swedish schools. IKM Guggenbühl, Zürich 2006, ISBN 3-7270-2004-0.
- Hast du mal Zeit für einen Streit? Wie Männer und Frauen fair miteinander streiten. Herder, Freiburg im Breisgau 2004, ISBN 3-451-28257-7.
- Zusammen mit Rolf Imbach: Die Vogelbande. Bilderbuch gegen Mobbing und Gewalt unter Kindern mit einer Begleitbroschüre für Erwachsene. IKM Guggenbühl, Zürich 1998, ISBN 3-7270-2000-8.
- Kleine Machos in der Krise. Wie Eltern und Lehrer Jungen besser verstehen. Herder, Freiburg im Breisgau 2006, ISBN 3-451-28767-6.
- Pubertät – echt ätzend. Gelassen durch die schwierigen Jahre. Herder, Freiburg im Breisgau 2000, ISBN 3-451-05513-9.
- Anleitung zum Mobbing. Zytglogge, Oberhofen 2008, ISBN 978-3-7296-0754-5.
- Was ist mit unseren Jungs los? Hintergründe und Auswege bei Jugendgewalt. Kreuz, Freiburg im Breisgau 2011, ISBN 978-3-451-61002-8.
- Jugendgewalt. Wie sie entsteht, was Erzieher tun müssen. Herder 2013, ISBN 978-3-451-06563-7.
- Von Gangstern, Diven und Langweilern. Geschichten als Inspirationsquelle und Mittel der Klassenführung. Hep, Bern 2014, ISBN 978-3-0355-0190-2.
- Pubertät – echt ätzend: Gelassen durch die schwierigen Jahre. Kreuz, Freiburg im Breisgau 2015, ISBN 978-3-451-61330-2.
- Die vergessene Klugheit. Wie Normen uns am Denken hindern. Hogrefe, Bern 2016, ISBN 978-3-456-85239-3.
- Für mein Kind nur das Beste. Wie wir unseren Kindern die Kindheit rauben. Orell Füssli, Zürich 2018, ISBN 978-3-280-05692-9.
- Mobbing unter Freunden. Chancen und Abgründe sozialer Interaktion im digitalen Zeitalter. Zytglogge, 2021, ISBN 978-3-7296-5074-9.
- Mythodrama–Therapie. Geschichten als Mittel der Konfliktbewältigung bei Kindern und Jugendlichen. Hogrefe 2021, ISBN 978-3-4568-6027-5.